# Ленс Ларсон
Ленс Ларсон (англ. Lance Larson, 3 липня 1940 — 19 січня 2024) — американський плавець.
Олімпійський чемпіон 1960 року.